# Tremacebus harringtoni
Tremacebus harringtoni es una especie extinta y única integrante del género monotípico Tremacebus de monos del Nuevo Mundo de la familia Aotidae. Habitó en el Mioceno del sudoeste de la Argentina, en el sur de América del Sur.

## Taxonomía
Este género fue descrito originalmente por el paleontólogo Hershkovitz en el año 1974. La única especie en que está basado fue descrita originalmente por el paleontólogo Carlos Rusconi en el año 1933. Se incluye en la familia de los aótidos (Aotidae), exclusiva del Neotrópico, que comprende un solo género viviente, con un total de 11 especies, siendo los únicos monos nocturnos.

## Generalidades
Tremacebus harringtoni vivió a fines del período Neógeno, en el Mioceno temprano, hace aproximadamente 20 millones de años. Carlos Rusconi recibió la muestra en el año 1932 enviada por Harrington Thomas, quien lo recogiera junto con otros restos fósiles de mamíferos de la «edad Colhuehuapense», a unos 12 km al suroeste del cerro Sacanana, en el centro-norte de la provincia del Chubut, en el centro de la Patagonia argentina.